# Zybin R-020
Die Zybin RSR (Reactivnyy Strategicheskiy Razvedchik, kyrillisch Реактивный Стратегический Разведчик, russisch für „jet-strategischer Aufklärer“) war ein sowjetischer Entwurf für ein weitreichendes, strategisches Mach-3-Aufklärungsflugzeug aus den 1950er-Jahren.

## Entwicklung und Konstruktion
1954 begann das von Pawel Zybin geleitete Konstruktionsbüro mit der Entwicklung eines strategischen Überschallbombers mit Staustrahltriebwerk, der RS. Dieser Entwurf erwies sich als undurchführbar und es wurde eine kleinere Variante, die 2RS, vorgeschlagen, die aus der Luft von einem modifizierten Tupolew-Tu-95-Bomber gestartet werden musste und eine interkontinentale Reichweite erreichen sollte. Auch dieser Versuch war erfolglos, da das Flugzeug bei einem Interkontinentaleinsatz nicht zur Basis zurückkehren und auch keine thermonukleare Bombe tragen konnte.
Der Entwurf wurde daher erneut überarbeitet und zu einem Aufklärungsflugzeug, der RSR, umgebaut, das von konventionellen Startbahnen aus operieren konnte. Da Staustrahltriebwerke nicht zum Starten verwendet werden konnten, wurden sie durch Mantelstromtriebwerke ersetzt. Die RSR bestand hauptsächlich aus Aluminium und hatte einen langen, runden Rumpf, in dem sich eine Druckkabine für den Piloten sowie Kameras und Treibstoff befanden, sowie dünne, trapezförmige Flügel mit geringem Seitenverhältnis. Die Triebwerke, zwei Turbofans Solowjow D-21, waren an den Flügelspitzen montiert. Das Flugzeug hatte ein Fahrradfahrwerk mit Auslegern unter den Triebwerksgondeln. Es war geplant, dass es mit mehr als Mach 2 in einer Höhe von 20.000 m (65.600 ft) fliegt, was eine Reichweite von 3.760 km (2.340 Meilen) ermöglichen würde.
Ein vereinfachter, aerodynamischer Prototyp für das neuartige Layout in Originalgröße, die NM-1, wurde 1957 gebaut. Die NM-1 war für Handlingtests bei niedriger Geschwindigkeit vorgesehen und hatte einen Stahlrohrrumpf mit einer Außenhaut aus Duraluminium und Sperrholz. Dieses von zwei Mikulin AM-5-Turbojets angetriebene Flugzeug flog erstmals am 7. April 1959. Basierend auf den Ergebnissen dieser Tests wurde die RSR neu konstruiert (als R-020), um sie in großen Höhen wendiger zu machen. Zum Beispiel sollte das Flugzeug fähig sein, Fassrollen auszuführen, um Boden-Luft-Raketen auszuweichen. Konventionellere Tumanski-R-11-Turbojets – das Triebwerk der MiG-21 – ersetzten die nicht verfügbaren Solowjow-Turbofans. Fünf R-020-Flugzeuge waren praktisch fertig und warteten im April 1961 nur noch auf Triebwerke, weitere 10 waren geplant, als das Programm auf Anordnung des sowjetischen Ministerpräsidenten Nikita Chruschtschow eingestellt werden musste.

## Spezifikationen (R-020)
Daten von „sowjetischen X-Planes“, The Osprey Encyclopedia of Russian Aircraft 1875–1995

### Allgemeine Charakteristika
- Besatzung: 1
- Länge: 28 m (91 Fuß 10 Zoll)
- Spannweite: 10,66 m (35 Fuß 0 Zoll)
- Flügelfläche: 64 m² (690 sq ft)
- Leergewicht: 9.100 kg (20.062 lb)
- Bruttogewicht: 19.870 kg (43.806 lb)
- Kraftstoffkapazität: 10.700 kg (23.589 lb)
- Triebwerk: 2 × Turbojet-Triebwerk Tumanski R-11F, 38,64 kN (8.686 lbf) Schub je trocken, 60,65 kN (13.635 lbf) mit Nachbrenner

### Performance
- Höchstgeschwindigkeit: 2.600 km/h (1.600 mph, 1.400 kn) in 12.000 m (39.370 ft) Höhe
- Höchstgeschwindigkeit: Mach 2,44
- Reichweite: 4.000 km (2.500 mi, 2.200 sm)
- Diensthöhe: 22.500 m (73.800 ft)
- Startstrecke: 1.200 m (3.937 ft)
- Landestrecke: 800 m (2.625 ft) mit Bremsschirm